# Chính sách thị thực của Nepal
Nepal cho phép hầu hết mọi quốc gia xin thị thực tại cửa khẩu.
Vào tháng 1 năm 2014 Nepal giới thiệu hệ thống thị thực trực tuyến.
Tất cả du khách được cho phép ở lại tối đa 150 ngày.

## Bản đồ chính sách thị thực

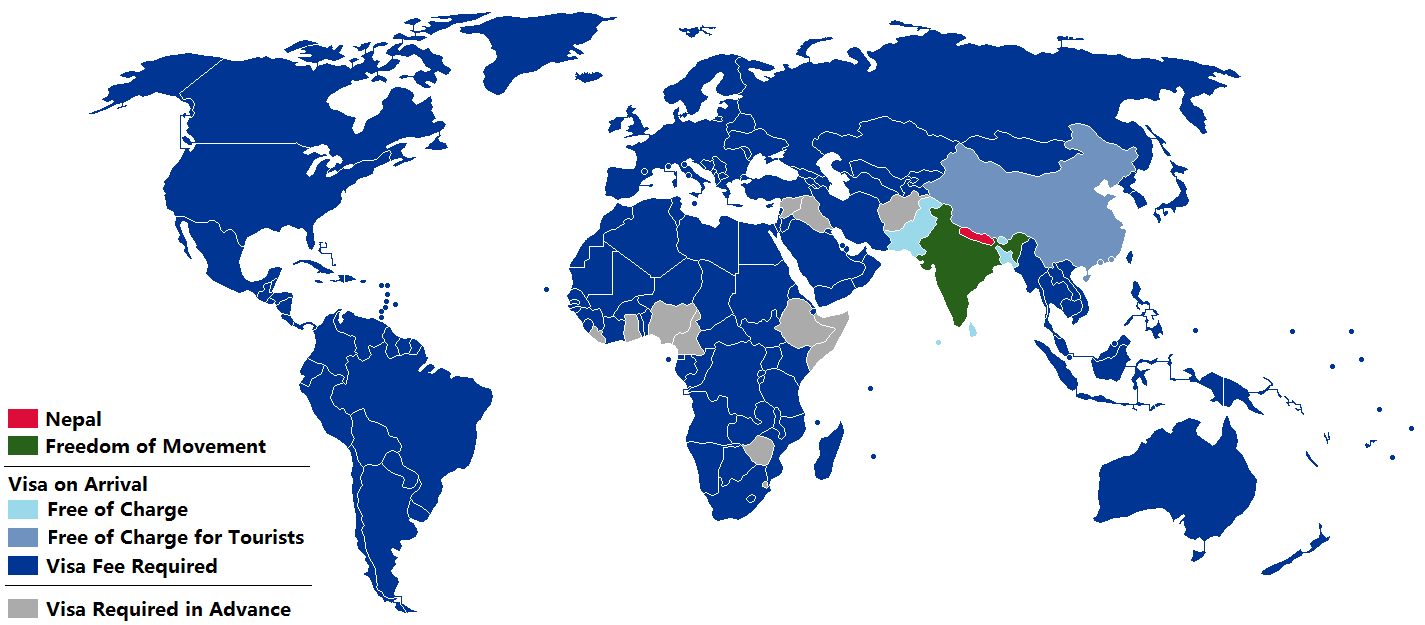
Chính sách thị thực của Nepal
Nepal
Đi lại tự do
Thị thực tại cửa khẩu miễn phí
Thị thực tại cửa khẩu miễn phí với khách du lịch
Thị thực tại cửa khẩu phải trả phí
Phải xin thị thực từ trước

## Di chuyển tự do
Công dân của  Ấn Độ không cần thị thực để đến Nepal, và có thể định cư vĩnh viễn như công dân Nepal mà không có giới hạn nào.
Công dân ấn độ có thể sử dụng bất cứ giấy tờ được cho phép nào dưới đây để vào Nepal:
- Hộ chiếu Ấn Độ
- Bằng lái xe Ấn Độ với ảnh
- Chứng minh thư cấp bởi cơ quan chính phủ Ấn Độ
- Thẻ phân phối với ảnh
- Thẻ bầu cử với ảnh
- Chứng nhận đăng ký bởi đại sứ quán Ấn Độ cấp cho công dân Ấn Độ định cư tại Nepal
- Chứng minh thư tạm thời cấp bởi Đại sứ quán Ấn Độ cho công dân Ấn Độ trong trường hợp khẩn cấp
- Bất cứ giấy tờ này với ảnh và có bằng chứng nhân thân cấp bởi quan tòa hoặc cơ quan nào bên trên.

## Thị thực tại cửa khẩu
Với trường hợp ngoại trừ công dân các quốc gia đề cập ở phần dưới và người có giấy tờ du hành tị nạn, bất cứ công dân nước ngoài nào đều có thể xin thị thực tại cửa khẩu. Thị thực nhập cảnh nhiều lần có thể được cấp cho các khoảng thời gian ở lại 15, 30 hoặc 90 ngày. Người có hộ chiếu tạm thời không thích hợp trừ khi họ có hộ chiếu tạm thời cấp bởi một quốc gia thành viên Liên minh Châu Âu.

## Yêu cầu thị thực từ trước
Công dân của các quốc gia sau cần xin thị thực trước khi đến Nepal:
| - Afghanistan - Cameroon - Ethiopia - Ghana - Iraq - Liberia | - Nigeria - Palestine - Somalia - Swaziland - Syria - Zimbabwe |  |

## Bãi bỏ phí thị thực
Công dân của các quốc gia thành viên SAARC có thể nhận được thị thực du lịch miễn phí cho khoảng thời gian 30 ngày không mất phí:
| - Afghanistan - Bangladesh - Bhutan - Maldives - Pakistan - Sri Lanka |

Kể từ ngày 1 tháng 1 năm 2016, người sở hữu hộ chiếu cấp bởi các quốc gia hoặc vùng lãnh thổ sau được bãi bỏ phí thị thực nếu họ là du khách:
| - Trung Quốc - Hồng Kông - Macao |

## Hộ chiếu không phổ thông
Người sở hữu hộ chiếu ngoại giao hoặc công vụ của các quốc gia sau không cần thị thực.
| - Brazil - Trung Quốc - Nga - Thái Lan |

## Thống kê
Hầu hết du khách đến Nepal với mục đích du lịch đều đến từ các quốc gia sau (bao gồm Ấn Độ India):
| Quốc gia       | 2016    | 2015    |
| -------------- | ------- | ------- |
| Trung Quốc     | 66.984  | 123.805 |
| Sri Lanka      | 44.367  | 37.546  |
| Hoa Kỳ         | 42.687  | 49.830  |
| Thái Lan       | 30.953  | 33.422  |
| Vương quốc Anh | 29.730  | 36.759  |
| Úc             | 18.619  | 24.516  |
| Hàn Quốc       | 18.112  | 23.205  |
| Nhật Bản       | 17.613  | 25.829  |
| Pháp           | 16.405  | 24.097  |
| Đức            | 16.405  | 18.028  |
| Tổng           | 538.970 | 790.118 |